# Monodontomerus bakeri
Monodontomerus bakeri är en stekelart som beskrevs av Charles Joseph Gahan 1941. Monodontomerus bakeri ingår i släktet Monodontomerus och familjen gallglanssteklar. Inga underarter finns listade i Catalogue of Life.